# Данмоан
Данмоан (фр. Dannemoine) је насеље и општина у источном делу централне Француске у региону Бургоња, у департману Јон која припада префектури Авалон.
По подацима из 2011. године у општини је живело 437 становника, а густина насељености је износила 42,51 становника/km². Општина се простире на површини од 10,28 km². Налази се на средњој надморској висини од 185 метара (максималној 309 m, а минималној 128 m).

## Демографија
| 1962. | 1968. | 1975. | 1982. | 1990. | 1999. | 2011. |
| ----- | ----- | ----- | ----- | ----- | ----- | ----- |
| 332   | 371   | 348   | 326   | 360   | 416   | 437   |

График промене броја становника у току последњих година